# NeonPunch
NeonPunch (кор. 네온펀; стилизованный как Neon Punch или NEONPUNCH, читается как НеонПанч) — южнокорейская гёрл-группа, сформированная в 2018 году компанией A100 Entertainment. Группа состояла из 5 участниц: Даён, Дохи, Бэка, Мэй и Иан. Дебют состоялся 27 июня 2018 года с мини-альбомом «Moonlight». Терри официально покинула группу 17 января 2019 года. 11 августа 2020 года группа была расформирована.

## История

### Пре-дебют
7 февраля 2017 года A100 Entertainment объявил, что они дебютируют свою первую женскую группу на их официальном канале YouTube и начали загружать данные о группе. Было различное число участниц в течение проекта, которые всегда маскировались и хранили их личности в тайне. Число участниц менялось, пока только пять участников не остались, и они сформировали заключительную состав. 2 октября A100 объявила, название будущей группы «NeonPunch» и представила участников через тизеры для их преддебютного реалити-шоу. Участниками были Даён, Хэджон, Бэка, Аран и Иан. NeonPunch прослушивались для реалити-шоу JTBC, Mix Nine но только Бэка смогла пройти прослушивание и попасть на шоу.
13 апреля 2018 A100 объявил, что NeonPunch будет новой моделью для бренда Beauty DPC. Участницами группы был Бэка, Даён, и Иан с новой участницей Терри. Группа должна была дебютировать в конце мая. 8 мая, A100 объявил, что дебют был отложен до июня, и эти пять участников Бэка, Даён, Иан Мэй и Терри были подтверждены как участницами NeonPunch. NeonPunch выступили в Китае и Корее.

### 2018—2020: Дебют сMoonLight, уход Терри,Watch Outи расформирование

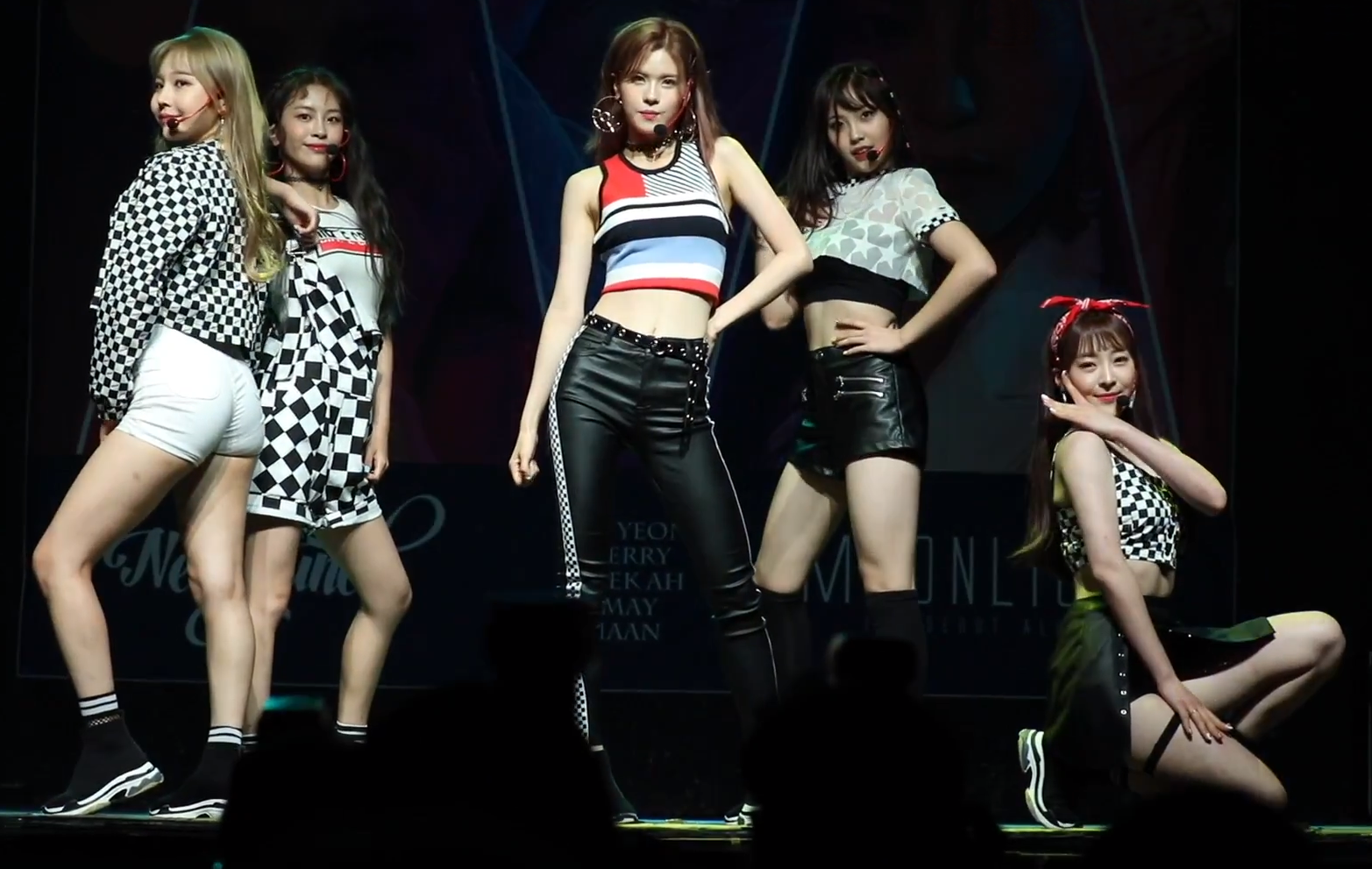
NeonPunch на перфомансе «Moonlight» в июне 2018

27 июня 2018 года NeonPunch дебютировали с MoonLight, наряду с одноимённым синглом.
30 июня, выступили на музыкальном Шоу MBC’s Show! Music Core.
15 июля было объявлено официальное имя фан-клуба: Nellight.
4 октября A100 объявили, что Терри сделала перерыв по личным причинам и ничего не объяснили далее.
16 января 2019 A100 объявил, что Терри покинула группу по личным причинам. Её заменила новая участница Дохи, она присоединилась к группе до возвращения в январе группы.
30 января NeonPunch выпустил их второй мини-альбом, «Watch Out» и его ведущий сингл «TicToc».
11 августа 2020 года A100 Entertainment объявили о роспуске NeonPunch отчасти из-за финансовых трудностей лейбла, усугубленных пандемии COVID-19. Вскоре после этого лейбл объявил, что Даён, Бэка и Иан дебютируют как трио под названием XUM 25 августа. Дебют был отложен до 24 сентября.

## Участницы
| Сценический псевдоним | Настоящее имя | Дата рождения | Позиция в группе                  |
| --------------------- | ------------- | ------------- | --------------------------------- |
| Даён                  | Хван Ён Гён   | 17.11.1995    | Лидер, главная вокалистка, танцор |
| Дохи                  | Юн До Хи      | 24.09.1999    | Вокалистка, вижуал группы         |
| Бэка                  | Ким Су А      | 24.10.1999    | Вокалистка                        |
| Мэй                   | Чин Че Ён     | 27.07.2001    | Вокалистка, танцор                |
| Иан                   | Ю Дон Джу     | 22.03.2002    | Макнэ, рэпер, саб-вокалистка      |

### Бывшие участники
| Сценический псевдоним | Настоящее имя | Дата рождения | Позиция в группе   |
| --------------------- | ------------- | ------------- | ------------------ |
| Хаджон                | Ли Ха Джон    | 27.09.1997    | Ведущая вокалистка |
| Терри                 | Хан Да Сом    | 02.02.1998    | Вокалистка         |
| Аран                  | Сон Мин Чон   | 08.03.2001    | Вокалистка         |

## Дискография

### Мини-альбомы
| Название  | Детали                                                                                          | Позиции в чартах | Продажи |
| Название  | Детали                                                                                          | KOR              | Продажи |
| --------- | ----------------------------------------------------------------------------------------------- | ---------------- | ------- |
| MoonLight | - Реплиз: 27 июня, 2018 - Лейбл: A100 Entertainment, Genie Music - Формат: CD, digital download | 37               | N/A     |
| Watch Out | - Релиз: 30 января, 2019 - Лейбл A100 Entertainment, Genie Music - Формат: CD, digital download | 45               | N/A     |

### Синглы
| Название                                                                     | Год  | Позиции в чартах | Продажи (DL) | Альбом    |
| Название                                                                     | Год  | KOR              | Продажи (DL) | Альбом    |
| ---------------------------------------------------------------------------- | ---- | ---------------- | ------------ | --------- |
| «MoonLight»                                                                  | 2018 | —                | N/A          | MoonLight |
| «Tic Toc»                                                                    | 2019 | —                | N/A          | Watch Out |
| «—» denotes releases that did not chart or were not released in that region. |      |                  |              |           |

## Фильмография

### Видеоклипы
| Год  | Название    | Director(s) |
| ---- | ----------- | ----------- |
| 2018 | «MoonLight» | N/A         |
| 2019 | «Tic Toc»   | N/A         |

## Награды и номинации

### The 25th Korean Entertainment Arts Awards
| Year | Category        | Result |
| ---- | --------------- | ------ |
| 2019 | «Female Rookie» | Победа |